# Química analítica

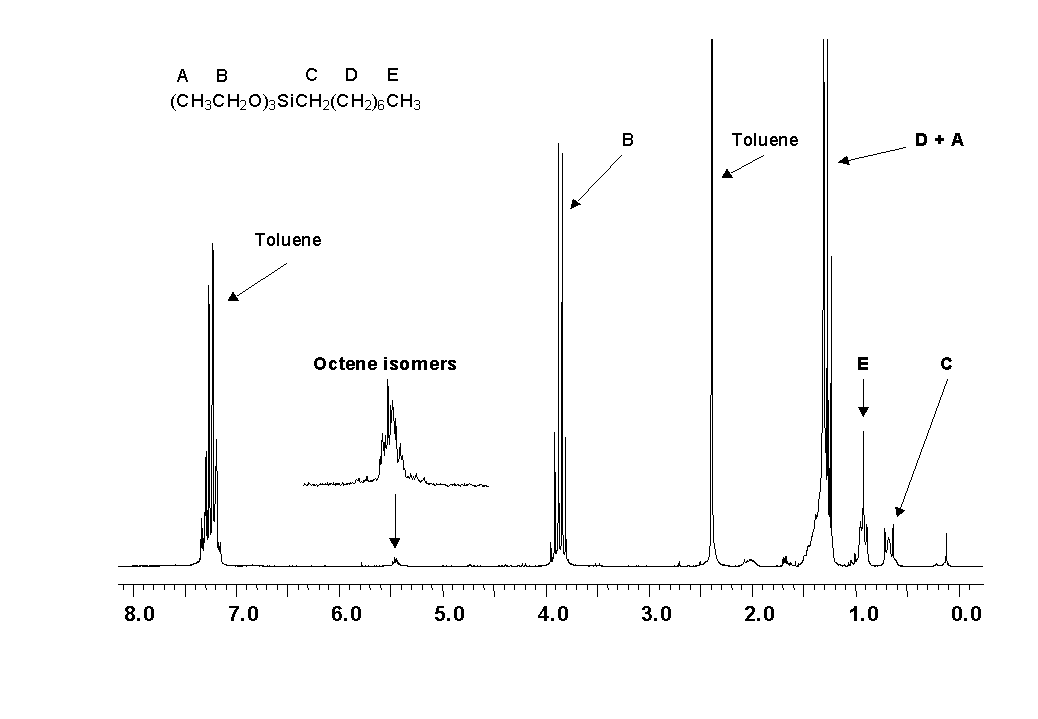
Determinació de la composició d'una mostra per ressonància magnètica nuclear

La química analítica és la branca de la química que consisteix en l'anàlisi de mostres de substàncies diverses per determinar-ne la seva composició química; així com l'estudi de les tècniques per fer anàlisi i estudiar les dades (quimiometria). Hi ha dos tipus principals d'anàlisi química:
- Anàlisi qualitativa, que pretén establir la presència o absència d'un determinat element o compost químic en la mostra per sobre d'un determinat nivell.
- Anàlisi quantitativa, que pretén mesurar la quantitat o proporció exacta d'un determinat element o compost químic en la mostra. Aquest és el tipus d'anàlisi més freqüent en la química analítica moderna.

D'una forma més planera, es pot dir que la Química Analítica és l'art i la ciència de determinar què és la matèria i quanta n'hi ha. En química analítica cal posar una cura especial en la recollida i tractament de les mostres, i utilitzar les eines estadístiques adequades per tal de poder obtenir la màxima precisió i exactitud de les mesures.
Les tècniques físico-químiques utilitzades són molt variades. Les més habituals avui en dia es basen en l'espectroscòpia. També existeixen tècniques clàssiques com la gravimetria i la volumetria, tècniques basades en mesures elèctriques ja sigui de potencial (potenciometria), el corrent (amperometria) o la relació entre ambdues (voltamperometria).

## Conceptes usats en química analítica
- Anàlit: l'anàlit és la substància (element o compost químic) de la qual s'està determinant la presència o concentració.[3]
- Matriu: la matriu és el conjunt de components que formen la nostra mostra a més d'aquell o aquells que estem determinant.[3]
- Alíquota: una alíquota és una petita fracció de la mostra que s'agafa en tal de realitzar una anàlisi.

## Anàlisi química
L'anàlisi química és el conjunt de tècniques de treball emprades per a separar i identificar els anàlits presents en una mostra i per a determinar-ne la seva quantitat relativa, és a dir, són diferents tècniques que permeten determinar la composició i l'estructura de la matèria.
Una anàlisi efectiva d'una mostra sol basar-se en una reacció química d'un component específic, que produeix una qualitat fàcilment identificable, com ara un canvi de color, la producció de calor o la precipitació d'un compost insoluble. Les anàlisis gravimètrques basades en el mesurament de la massa de precipitats del component, i les anàlisis volumètriques, que depenen del mesurament de volums de dissolucions que reaccionen amb el component, es coneixen com a 'mètodes per via humida', i resulten més laboriosos i menys versàtils que els mètodes més moderns. Els mètodes instrumentals d'anàlisi basats en instruments electrònics van cobrar gran importància en la dècada de 1950, i actualment la majoria de les tècniques analítiques es basen en la utilització d'aquests equips.
La determinació de la composició química d'una substància és fonamental en el comerç, en les legislacions i en molts camps de la ciència. Per això, l'anàlisi química es diversifica en nombroses formes especialitzades. Té àmplies aplicacions en els camps de la medicina forense, la medicina, la ciència i l'enginyeria.

### Anàlisi química qualitativa

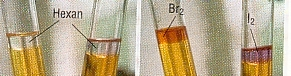
Determinació de l'existència de Brom i Iode, a partir del color resultant després d'afegir hexà

Les substàncies inorgàniques són unes 30.000 i estan compostes per la quasi totalitat dels elements químics.
El reconeixement d'una substància es basa en algunes de les seues propietats químiques, consistents en la formació d'altres noves substàncies fàcilment recognoscibles que, en general, són de naturalesa insoluble o gasosa i posseeixen un color i una olor característica. Tanmateix, no és possible pensar que cada substància, de les desenes de mils existents, puga reconèixer-se mitjançant una reacció diferencial característica d'ella, i encara que els compostos minerals es troben o passen en dissolució en forma iònica i el nombre d'espècies iòniques és enormement més xicotet, ni tan sols per a aquests, ni tampoc per als ions més corrents que normalment pot estar presents en una dissolució, es tenen assajos específics de reconeixement, sense que interferisca la possible presència dels altres. Així, per exemple, si existira un únic clorur insoluble blanc o un únic cromat insoluble groc, es comprendria que en agregar a la dissolució objecte de l'assaig, un clorur o un cromat soluble, la formació d'un precipitat blanc en el primer cas i groc en el segon seria prova concloent de l'existència en la dissolució investigada del catió en qüestió; però en ser diversos els clorurs insolubles blancs i diversos els cromats insolubles grocs, la formació o no d'un precipitat serà tan sols la prova que en la dissolució objecte de l'anàlisi existeixen o no hi ha els ions metàl·lics corresponents al grup d'aquests compostos insolubles. Si un només assaig no pot resoldre respecte a la possible presència d'un ió determinat, ens permet en canvi decidir sobre l'existència en la dissolució investigada d'un grup particular d'ions i quasi sempre en un nombre molt reduït. Per aquest motiu, és necessari establir un mètode sistemàtic de reconeixement dels ions que poden existir en dissolució, després d'haver portat el producte que es desitja analitzar a l'estat de dissolució.
Tots els mètodes de l'anàlisi qualitativa es basen en la formació de compostos insolubles mitjançant diversos reactius, agregats successivament a la dissolució, després de separar per filtració el precipitat format en cada cas. Cada precipitat, que conté un grup reduït d'ions, es dissol després, totalment o parcialment en els reactius apropiats; s'agreguen nous reactius per a formar precipitats amb un nombre cada vegada menor d'ions fins a arribar a un únic compost insoluble que caracteritza un particular ió. La formació de compostos insolubles i la redissolució de precipitats (per formació d'un compost molecular o iònic, poc ionitzat) constitueixen els processos químics analítics. L'aplicació sistemàtica del principi del producte de solubilitat constitueix la base teòrica de tota química analítica qualitativa.
Com els mètodes de reconeixement sistemàtic de cations són relativament més senzills que els d'anions, s'assaja primer la presència de cations i després la d'anions. Tanmateix, la possible presència o absència de molts anions pot ja decidir-se de la de cations existents en la dissolució. Així, per exemple, si en la dissolució hi ha l'ió bari o l'ió plom, no hi ha dubte que no pot estar present l'ió sulfat, l'ió carbonat, ni tots els altres anions que formen sals bàriques o sals de plom insolubles.

#### Reconeixement de cations
Hi ha diversos mètodes de reconeixement de cations, que es diferencien en algun dels reactius agregats a la dissolució per a la precipitació successiva dels grups de compostos insolubles corresponents. La majoria d'ells utilitzen el gas sulfhídric per a la precipitació d'un cert nombre de cations com a sulfurs insolubles. L'assaig sistemàtic de cations es coneix correntment com a marxa analítica de cations. La més senzilla i utilitzada ve esquematitzada a continuació, indicant-se en ella tan sols els metalls més corrents. Comprèn tradicionalment 5 grups, si bé el tercer està dividit en dos subgrups:
- Grup 1: Reactiu HCl. Precipiten els clorurs de: Ag+, Pb2+ i Hg₂2+.
- Grup 2: Reactiu SH₂. Precipiten els sulfurs de: As3+, As5+, Sb5+, Sb3+, Sn2+, Sn4+, Hg2+, Pb2+, Cu2+, Cd2+ i Bi3+.
- Grup 3: 
  - Subgrup a: Reactiu NH₃ + NH₄Cl. Precipiten els hidròxids de Fe3+, Al3+ i Cr3+.
  - Subgrup b: Reactiu (NH₄)₂S + NH₄Cl. Precipiten els sulfurs de Mn2+, Zn2+, Co2+ i Ni2+.
- Grup 4: Reactiu (NH₄)₂CO₃ + NH₃ + NH₄Cl. Precipiten els carbonats de: Ca2+, Sr2+ i Ba2+.
- Grup 5: Reactius distints per al: Mg2+, K+, Na+ i Li+.

El desenvolupament de la marxa analítica és la següent:
Grup 1: la dissolució original, que pot contenir tots els cations, alguns d'ells possiblement en forma d'anió (CrO₄-, MnO₄-, etc.), es tracta en calent amb àcid clorhídric en excés, es deixa refredar i es filtra. El líquid filtrat (líquid I) passa a la investigació del grup 2. El precipitat blanc que ha pogut formar-se pot consistir dels clorurs d'argent, plom i mercurós, tots o algun d'ells. Una part es tracta amb aigua bullent i es filtra en calent. El clorur de plom, relativament soluble, es dissol i en el filtrat pot reconèixer-se aquest catió mitjançant un iodur o un cromat soluble, que formen iodur o cromat de plom, grocs, molt més insolubles. El residu insoluble en aigua calenta es tracta amb amoníac diluït; si s'ennegreix és que existia en ell clorur mercurós i es forma mercuri metàl·lic finament dividit. El líquid amoniacal, filtrat, podrà contenir l'argent en forma d'ió complex, [Ag(NH₃)]2+, si en acidificar novament amb àcid clorhídric es forma un precipitat blanc coagulós, és que existia efectivament ió argent.
Grup 2: es calfa el líquid I i es fa passar a través d'ell, durant uns minuts, un corrent de sulfur d'hidrogen. S'obté un precipitat, generalment negre, dels sulfurs d'arsènic, antimoni, estany, mercúric, plom (pel fet que el clorur de plom és relativament soluble), coure, cadmi i bismut. Aquests sulfurs, que precipiten en medi àcid, en el qual la concentració d'ions S2- procedents del sulfur d'hidrogen és enormement baixa, tenen un producte de solubilitat molt petit. El precipitat se separa per filtració i el filtrat (líquid 2) passa a la investigació del grup 3. El precipitat de sulfurs es tracta amb polisulfur amònic, (NH₄)₂Sn; els sulfurs d'arsènic, antimoni i estany, i en molt xicoteta extensió els de mercuri i coure, es dissolen per formar ions complexos i es filtren per a separar les tiosals solubles dels sulfurs que romanen insolubles (de mercuri, plom, coure, cadmi i bismut). La separació de cada un dels metalls en el líquid i en el filtrat, per a la seua particular identificació, escapa de l'abast d'aquesta obra.
Grup 3: el líquid 2 es bull per a eliminar el H₂S dissolt, s'afig un poc d'àcid nítric o de peròxid d'hidrogen per a oxidar el ferro que pot existir de l'estat ferrós al fèrric, s'agrega clorur amònic i s'afig en calent amoníac diluït; precipiten els hidròxids de ferro (fèrric), alumini i crom, que no són solubles en amoníac. La presència del clorur amònic fa tan xicoteta la concentració dels ions OH-, per efecte de l'ió comú, que els hidròxids dels altres metalls del grup, encara que relativament insolubles, no poden precipitar. El de ferro és terrós, el d'alumini blanc i el de crom verdós, per la qual cosa el color del precipitat pot servir d'orientació respecte als cations presents, i en separar-lo per filtració, pot investigar-se adequadament per al reconeixement de cada un dels ions metàl·lics que poden trobar-se en el mateix. El filtrat obtingut en separar el precipitat dels hidròxids, es bull i s'agrega sulfur amònic acabat d'obtenir. S'obté un precipitat dels sulfurs de manganès, zinc, cobalt i níquel, que se separa per filtració; el filtrat (líquid 3) passa a la investigació del grup 4. El precipitat, el color del qual permet orientar-se respecte als sulfurs presents (els de cobalt i níquel són negres; el de manganès, rosat; el de zinc, blanc), s'investiga adequadament per al reconeixement particular de cada un dels cations que poden existir. En tractar-lo amb àcid clorhídric diluït es dissolen els sulfurs de manganès i zinc i queden insolubles els de cobalt i níquel, que només es dissolen en àcid nítric concentrat o millor en aigua règia.
Grup 4: el líquid 3 conté els metalls alcalinoterris i els alcalins. S'acidifica amb àcid clorhídric i es bull per a eliminar el H₂S; es filtra en el cas que existisca un precipitat de sofre (si el sulfur amònic contenia un poc de polisulfur) i s'alcalinitza feblement amb amoníac (pel que es forma clorur amònic), per a després agregar carbonat amònic. Es calfa i el precipitat dels carbonats de calci, estronci i bari se separa per filtració; el filtrat (líquid 4) passa a la investigació del grup 5. La presència d'un excés d'ions NH₄+ impedeix la precipitació del carbonat magnèsic. El precipitat obtingut es dissol en àcid nítric i s'evapora a sequedat, per a convertir els carbonats en nitrats, que s'investiguen per a reconèixer els cations alcalinoterris realment existents.
Grup 5: comprèn el magnesi i els metalls alcalins, normalment sodi i potassi, junt amb sals amòniques procedents dels reactius afegits. Per açò, la possible presència d'aquestes en la dissolució original s'investiga prèviament, per a la qual cosa s'alcalinitza amb un lleuger excés de sosa càustica i es calfa; l'existència de sals amòniques es reconeix per l'olor penetrant de l'amoníac. El magnesi s'investiga agregant fosfat disòdic, Na₂HPO₄, al líquid 4; si hi ha present magnesi es forma un precipitat blanc cristal·lí de fosfat amònic magnèsic, (NH₄)MgPO₄. Els metalls alcalins s'investiguen correntment a la flama.

#### Reconeixement d'anions
La investigació sistemàtica d'anions és més complexa que la de cations i és més difícil donar un esquema precís d'una marxa analítica d'anions, fins i tot referida als anions més corrents. Molts anions s'han posat de manifest en la investigació de cations, com ara els anions dels àcids insolubles (sílic, etc.), que precipiten en acidular la dissolució, i els anions que contenen metalls, que es transformen en compostos metàl·lics insolubles (arsenits, arsenats, cromats, permanganats, etc.) en les distintes fases de la marxa analítica. Altres anions s'assagen prèviament, com l'ió carbonat, ja que la dissolució a investigar es prepara de manera que continga únicament les sals alcalines dels anions, la qual cosa s'aconsegueix per tractament amb carbonat amònic o sòdic. La separació dels anions en 3 grups es basa en la insolubilitat de les sals bàriques, en la insolubilitat de les sals d'argent, i en la solubilitat de les sals de bari i argent:
- Grup 1: anions les sals de bari de la qual precipiten al medi neutre.
  - Insolubles en HCl. SO₄2-, [SiF₆]2-.
  - Insolubles en CH₃COOH (AcH). CrO₄-, F-, IO₃-.
  - Insolubles al medi neutre. PO₄2-, BO₂-, SO₃-, S₂O₃-.
- Grup 2: anions les sals d'argent del qual són insolubles al medi àcid.
  - Insolubles en NH concentrat. [Fe(CN)₆]2-, I-, S2-.
  - Solubles en NH concentrat. Cl-, Br-, CN-, CNS-, [Fe(CN)₆]2-.
- Grup 3: anions les sals de Ba i Ag del qual són solubles. NO₃-, NO₂-, ClO₃-, ClO₄-.

La marxa analítica dels anions és la següent:
- Grup 1: en agregar nitrat o acetat de bari a la dissolució preparada per a la investigació d'anions, neutra o feblement alcalina, precipiten les sals de bari insolubles dels àcids sulfúric, fluosilícic, cròmic, fluorhídric, iòdic, fosfòric, bòric, sulfit i tiosulfat. El precipitat se separa per filtració i el líquid es porta a assajar els anions del grup 2. El precipitat de sals bàriques es tracta amb àcid clorhídric, per la qual cosa es dissolen totes elles excepte el sulfat i el fluosilicat bàrics. El precipitat que roman s'investiga per a aquests anions. El sulfit i el tiosulfat bàrics es descomponen i desprenen SO₂, que poden reconèixer-se pel seu olor; a més, el tiosulfat diposita sofre. El líquid que resulta es tracta amb un excés d'acetat sòdic, amb la qual cosa precipiten novament les sals bàriques insolubles en àcid acètic, aquestes són el cromat, fluorur i iodat bàrics. Es filtra i el precipitat s'investiga per a cada un dels anions possibles. En neutralitzar el filtrat, precipitaran el fosfat i el borat bàrics si els corresponents anions estan presents; el sulfit i el tiosulfat pertanyents a aquest subgrup s'hauran descompost en tot cas en tractar el primer precipitat amb àcid clorhídric.
- Grup 2: el filtrat obtingut de la precipitació de les sals bàriques s'acidifica lleugerament amb àcid nítric i s'agrega nitrat d'argent, amb la qual cosa precipiten les sals d'argent insoluble dels àcids ferrocianhídric, iodhídric, sulfhídric, clorhídric, bromhídric, cianhídric, tiociànic i ferrocianhídric. El precipitat s'elimina per filtració i el líquid filtrat passa a assajar els anions del grup 3. El precipitat es tracta amb amoníac concentrat, dissolent-se així aquelles sals d'argent, a excepció del ferrocianur, iodur i sulfur d'argent, que romanen insolubles. La investigació del precipitat que queda i el de la dissolució amoniacal resultant permeten establir els anions realment presents. El sulfur d'argent és negre; el iodur, groc; el bromur, feblement groc; i les altres sals d'argent, blanques.
- Grup 3: el líquid que s'obté de la precipitació de les sals d'argent s'assaja per als distints anions que pot haver-hi presents: nitrits, nitrats, clorats i perclorats.

### Anàlisi química quantitativa
La determinació quantitativa d'una substància o d'un ió contingut en un determinat producte o en una dissolució, pot realitzar-se de dues maneres: gravimètricament i volumètricament. Els mètodes gravimètrics es basen a transformar la substància o ió en una nova substància insoluble, que s'aïlla en estat pur i es pesa; el càlcul de la quantitat de substància que es determina és immediat. Els mètodes volumètrics es basen a agregar a un volum definit de la dissolució que conté la substància o ió en qüestió, el volum precís de dissolució valorada del reactiu adequat, de manera que s'agregue exactament el mateix nombre d'equivalents de reactiu que de substància existents en el líquid que s'investiga; aquest procediment rep el nom de valoració.

#### Mètodes gravimètrics d'anàlisi quantitativa
Perquè una reacció de precipitació puga utilitzar-se com a base d'un mètode gravimètric d'anàlisi cal que complisca diverses condicions:
1.- Que la precipitació siga completa i única, açò és, que l'ió que s'analitza quantitativament passe íntegra i exclusivament al compost insoluble format, per a la qual cosa el producte de solubilitat d'aquest ha de ser el més xicotet possible. Es comprèn que la dissolució no pot contenir altres ions que puguen precipitar també amb el reactiu agregat i, per això, aquests ions han d'eliminar-se prèviament del producte que s'analitza, el qual es designa correntment com a producte problema.
2.- Que el compost insoluble se separe fàcilment per filtració del líquid en què s'ha format. Per a això, ha de precipitar-se en forma cristal·lina, en general, en calent, de manera que les partícules microcristal·lines formades no passen a través dels porus del paper de filtre o dels embuts de placa filtrant emprats amb aquest objecte.
3.- Que el compost precipitat siga una substància definida, perquè la proporció de l'element o ió investigat contingut en el mateix, siga constant; que puga llavar-se, per a eliminar el líquid que el mulla contenint sals, sense que es descomponga i sense pèrdua sensible i apreciable del mateix per dissolució a l'aigua de llavat; i que puga eixugar-se, sense que es modifique, per a poder-lo pesar en estat pur. Si el compost insoluble no té una composició molt definida, el precipitat separat, llavat i sec, es calcina per a transformar-lo en una veritable substància (com un òxid), que finalment es pesa. Les balances utilitzades als laboratoris químics pesen amb una precisió de dècimes de mil·ligram.

#### Mètodes volumètrics d'anàlisi quantitativa

Animació de la variació del pH durant una valoració

La determinació volumètrica d'una substància es coneix com a valoració. La substància que s'analitza es dissol, i la dissolució es porta a un matràs aforat, completant-se el volum de líquid fins a l'enrasament. El volum de dissolució problema que ha de valorar-se es pren mitjançant una pipeta, i es porta a un matràs de valoració de forma cònica, que es designa com a matràs Erlenmeyer. La dissolució valorada del reactiu, de normalitat (mesura de concentració) exactament coneguda, es porta a una bureta, s'enrasa, i llavors s'inicia la valoració, deixant eixir de la bureta el reactiu, intermitentment, i agitant l'Erlenmeyer, el qual, per la seua forma, fa molt difícil que puga abocar-se un poc de líquid. La dissolució valorada s'agrega fins al punt d'equivalència, açò és, fins al punt en què la quantitat de reactiu afegit és equivalent a la de substància que es valora continguda en l'Erlenmeyer. Aquest punt d'equivalència es coneix mitjançant un indicador adequat, que canvia de color en passar el líquid de tenir lleugeríssim excés de substància problema, a tenir un lleugeríssim excés de reactiu, la qual cosa s'aconsegueix amb una simple gota d'aquest. En el punt d'equivalència el nombre d'equivalents de les dues substàncies reactives és necessàriament el mateix. Si la normalitat de la dissolució problema és N i el volum pres de la mateixa és V, i si la normalitat de la dissolució valorada del reactiu és Nr, i el volum que es gasta d'ella fins al punt d'equivalència és Vr, es té que N = NrVr/V. La dita expressió permet calcular la normalitat de la dissolució problema a partir dels resultats de la valoració. Coneguda la normalitat, pot calcular-se la quantitat de substància problema en un litre o en un volum qualsevol de dissolució i, molt senzillament, la proporció de la mateixa en el producte original dissolt.

## Espectroscòpia. Assaig de metalls
En excitar els àtoms d'un element, algun dels electrons del nivell energètic exterior salta a nivells o orbitals superiors de què cau immediatament al nivell normal, directament o a través de salts intermedis, emetent en cada bot el fotó corresponent. Com la freqüència del quant de llum emès depèn directament de la diferència de l'energia de l'electró en les dues òrbites, i aquestes estan allunyades del nucli per correspondre a nivells vacants ocupats momentàniament per algun electró superficial, les freqüències emeses seran relativament baixes i la llum corresponent es trobarà al camp visible (longituds d'ona compreses entre 0,4 i 0,75 m) o molt pròxim a ell, a la regió ultraviolada immediata o a la regió infraroja. Moltes sals calfades en la flama de l'encenedor Bunsen tenen la propietat de pintar-la, en emetre les radiacions de menor freqüència d'espectre. La temperatura de la flama no és capaç d'excitar els àtoms, per la qual cosa els seus electrons són portats a tots els orbitals vacants fins a produir la seua ionització, motiu pel qual només es produeixen unes poques ratlles i la llum emesa té un color definit que pot servir per a identificar el metall en qüestió. Açò permet establir un mètode sensible per a reconèixer alguns metalls existents com a ions en sals volàtils. Un assaig més precís i sensible que el de la flama es basa a analitzar o descompondre la llum emesa en les seues línies constituents, trobant el seu espectre, limitat, com hem dit, a les línies de menor freqüència. L'aparell més usat amb tal objecte és l'espectroscopi, el funcionament del qual es basa en el fet que la llum, en passar per un prisma triangular, es desvia o refracta, sent la desviació més gran com més petita és la longitud d'ona de la llum que incideix i travessa el prisma. La llum que ha d'analitzar-se es col·loca davant el badall, i en passar a través d'ella, del prisma i d'un sistema de lents, s'obté una imatge del badall en l'ocular del xicotet ullera de llarga vista. El prisma òptic refracta la llum, és a dir, cada color (cada longitud d'ona) component d'ella pateix una desviació diferent i, per això, l'observador veu tantes línies com a colors o longituds d'ona componen la llum assajada. La llum blanca produeix un nombre infinit de ratlles que es confonen en un espectre continu, però les llums pintades aquí considerades, donen un espectre de ratlles, discontinu, amb molt poques ratlles. Correntment s'agrega a l'instrument un altre tub proveït d'escala il·luminada, la imatge del qual se superposa a la de l'espectre. Com es coneix per a cada element el nombre de ratlles i la seua posició en l'escala, la seua presència queda plenament comprovada en reproduir-se l'espectre corresponent.

## Anàlisi dels compostos orgànics
Els compostos orgànics contenen pocs elements, perquè la majoria estan formats de dos a cinc elements, entre els que sempre es troben el carboni i l'hidrogen, encara que a vegades s'inclouen com orgànics compostos del carboni no hidrogenats. Els altres elements possibles, en ordre d'importància, són l'oxigen, el nitrogen, els halògens, el sofre i el fòsfor, si bé altres elements com el silici, l'arsènic, l'antimoni, el bismut, el mercuri i el plom, formen a vegades part de compostos orgànics, naturals o preparats al laboratori, així com els metalls alcalins i alcalinoterris que constitueixen fonamentalment les sals dels distints àcids orgànics. L'anàlisi d'un compost orgànic comprèn l'anàlisi qualitativa, l'anàlisi quantitativa i l'anàlisi funcional. En el cas de suposar-se que el compost es troba en estat impur, es purifica prèviament mitjançant cristal·lització, destil·lació, sublimació, extracció líquid-líquid, entre d'altres. El criteri de puresa pot jutjar-se segons les seues constants físiques (punt de fusió, punt d'ebullició, densitat, solubilitat, etc.).

### Anàlisi qualitativa
Es realitza investigant la presència dels elements constituents, especialment del carboni, de l'hidrogen i del nitrogen i menys sovint dels halògens, del sofre i del fòsfor. El carboni es reconeix perquè en escalfar la substància, es carbonitza o crema. Escalfada amb òxid cúpric en un tub d'assaig, s'oxida i forma CO₂, que es recull sobre l'aigua de calç, donant un precipitat de carbonat càlcic, CO3Ca. L'hidrogen existent s'oxida formant aigua, que es diposita en els parts superiors del tub. El nitrogen pot investigar-se mitjançant el calfament de la substància amb calç iodada, amb la qual cosa el nitrogen es desprèn en forma d'amoníac, o mitjançant la fosa de la substància amb sodi metàl·lic, i en este cas es forma cianur sòdic, que es converteix en ferrocianur en afegir una sal ferrosa. Els halògens es reconeixen calfant un poc de substància amb òxid cúpric en una flama no lluminosa; si hi ha halògens, la flama es pinta en verd per la volatilitat de l'hal·lur de coure corresponent. El sofre es reconeix mitjançant la fusió amb sodi, la qual cosa dona lloc a la formació de sulfur sòdic, la dissolució aquosa de la qual, tractada amb dissolució d'acetat de plom, produeix un precipitat negre de sulfur de plom.

### Anàlisi quantitativa
Es du a terme utilitzant com a base els mètodes indicats per a l'anàlisi qualitativa. Es parteix d'una quantitat determinada de substància, es recull i pesa el diòxid de carboni, així com el vapor d'aigua formats, a fi de calcular el tant per cent de carboni i hidrogen en el compost. El vapor d'aigua s'absorbeix primerament en un tub que conté clorur càlcic anhidre i el diòxid de carboni s'absorbeix en una dissolució concentrada de potassa càustica. La quantitat de nitrogen es determina en passar aquest element a l'estat lliure i en llegir el volum resultant (mètode de Dumes), o bé a través de la seua transformació en amoníac, que es recull en excés d'àcid sulfúric valorat (mètode de Kjeldahl). Els altres elements es transformen convenientment a l'estat iònic (ions hal·lur, sulfat, fosfat, etc.), seguint-se després els mètodes corrents de l'anàlisi inorgànica quantitativa. Els halògens es determinen, correntment, calfant la substància amb àcid nítric concentrat i un poc de nitrat d'argent. L'oxigen no es determina, sinó que es calcula la seua proporció per diferència. Els resultats de l'anàlisi quantitativa faciliten el càlcul de la fórmula empírica; calculant el pes molecular podrem obtenir la fórmula molecular. Però el problema no queda resolt, ja que a causa de la isomeria, la mateixa fórmula molecular pot correspondre a distintes substàncies. Per a decidir quina substància és la investigada fa falta l'anàlisi funcional, que consisteix a determinar les posicions que ocupen els àtoms a la molècula.